# Joe Klotz

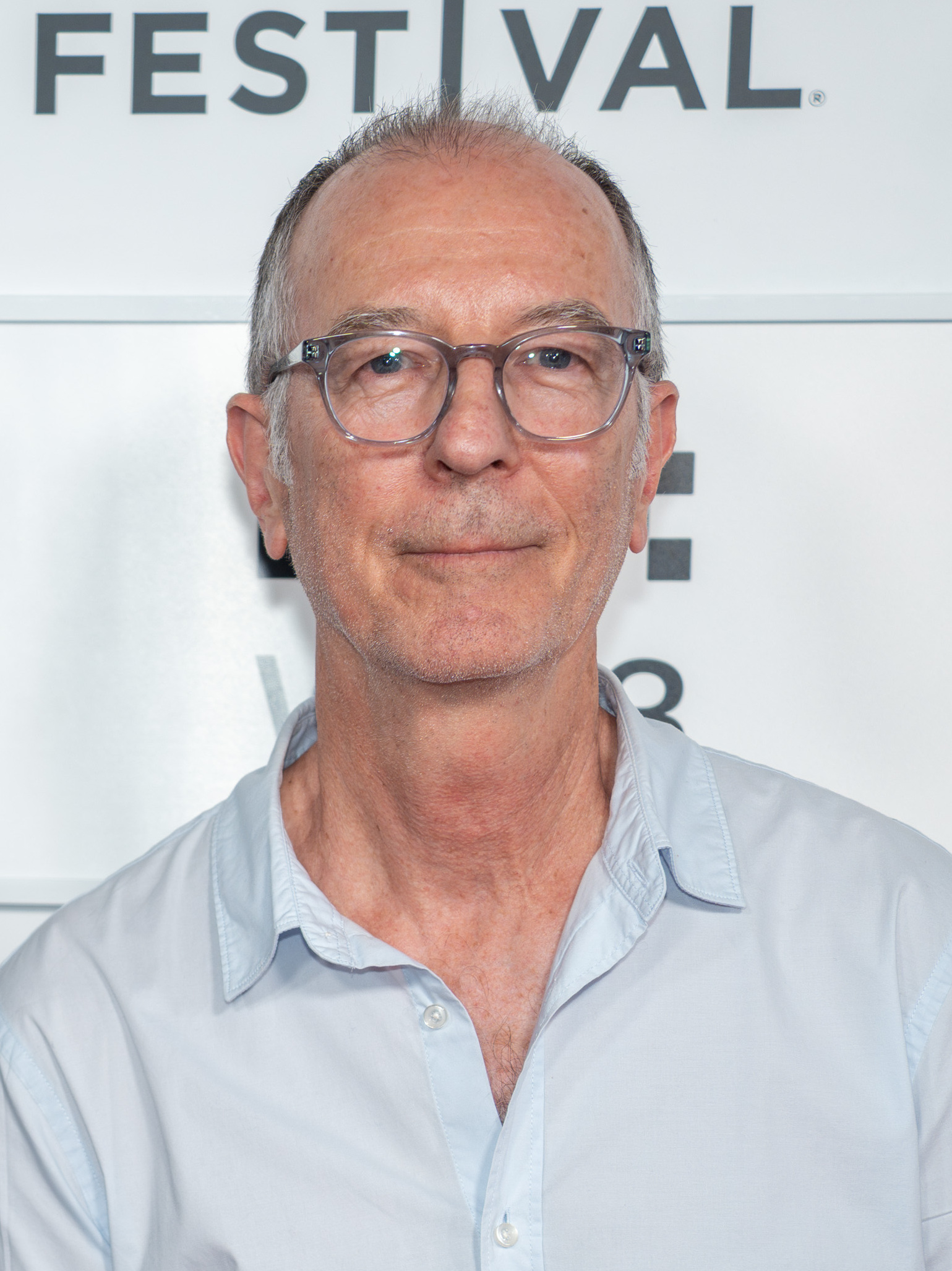
Joe Klotz (2025)

Joe Klotz (* als Joseph Klotz) ist ein amerikanischer Filmeditor.

## Leben und Werk
Klotz ist eher zufällig zum Filmschnitt gekommen. Eigentlich nahm er nur einen Job beim örtlichen Fernsehsender an, um seine Studienkredit nach seinem Studium an der Syracuse University zu bezahlen. Nach einigen weiteren Arbeiten an Werbespots und Dokumentationen kam er zum Fernsehen, wo er nicht nur kleinere Serien und TV-Filme schnitt, sondern sogar an der bekannten Comedy-Central-Serie Chappelle’s Show mitarbeitete.
Anschließend folgte der Sprung nach Hollywood, wo Klotz nach Filmen wie Junikäfer, Grace is Gone und Choke – Der Simulant bei der Produktion Precious – Das Leben ist kostbar landete. Nachdem turbulente Personalentscheidungen den Film in einige Krisen gestürzt hatten, konnte Klotz eine gewisse Stabilität einbringen und durch seine Arbeit so sehr zum Erfolg beitragen, dass er 2010 mit einer Oscarnominierung für den besten Schnitt bedacht wurde. Klotz war eine der Überraschungen bei den Nominierungen, da er vorher bei allen wichtigen Preisen weder ausgezeichnet noch nominiert wurde. Er selbst führte seine Nominierung darauf zurück, dass sein Stil dokumentarisch geprägt war, was sowohl durch die Kameraführung bedingt wurde, aber vor allem der Geschichte zugutekam.
Joe Klotz ist Mitglied der American Cinema Editors. Aktuell wird er von der Sheldon Prosnit Agency vertreten.

## Filmografie (Auswahl)
- 1999: Snow Days (Let It Snow)
- 2003: Chappelle’s Show
- 2003: Sturm über Shelter Island (Shelter Island)
- 2005: Junikäfer (Junebug)
- 2007: Die Zeit ohne Grace (Grace is Gone)
- 2007: The Living Wake
- 2008: Choke – Der Simulant (Choke)
- 2009: Precious – Das Leben ist kostbar (Precious)
- 2009: The Winning Season
- 2009: Taking Chances
- 2010: Rabbit Hole
- 2011: Violet & Daisy
- 2012: The Paperboy
- 2013: Der Butler (The Butler)
- 2013: Deep Powder
- 2015: Stockholm, Pennsylvania
- 2016: The Choice – Bis zum letzten Tag (The Choice)
- 2017: The Yellow Birds
- 2018: Monster! Monster? (Monster)
- 2018: Unersetzlich (Irreplaceable You)
- 2018: To All the Boys I’ve Loved Before
- 2019: Motherless Brooklyn
- 2020: To All the Boys: P.S. I Still Love You
- 2021: To All the Boys: Always and Forever
- 2022: Family Squares
- 2022: Catherine, Lady wider Willen (Catherine Called Birdy)
- 2023: Die statistische Wahrscheinlichkeit von Liebe auf den ersten Blick (Love at First Sight)
- 2023: Day of the Fight
- 2025: Tow

## Auszeichnungen
Oscar
- 2010 – Bester Schnitt – Precious (nominiert)